# Nervi hipoglòs
El nervi hipoglòs o dotzè parell cranial o nervi cranial XII, condueix a la llengua. El nervi s'origina en el nucli de l'hipoglòs i emergeix del bulb raquídi en el solc preolivar (de separació de l'oliva i la piràmide). A continuació, passa a través del canal de l'hipoglòs. En sortir del canal de l'hipoglòs, emet una branca meníngia petita i agafa una branca de la branca anterior de la C1. Volta pel darrere del nervi vague i passa entre l'artèria caròtide interna i la vena jugular interna, al llarg de la beina carotídia. Després de passar en profunditat pel ventre posterior del múscul digàstric, passa a la regió submandibular per entrar en la llengua.
Aporta fibres motores a tots els músculs de la llengua, a excepció del múscul palatoglòs que és innervat pel nervi vague (desè parell cranial) o, segons algunes classificacions, per les fibres del nervi glossofaringi (onzè parell cranial) que s'incorpora en el nervi vague. Controla els moviments d'expressió de la llengua, els moviments dels aliments a la boca i la deglució.
El nervi hipoglòs s'origina de la placa basal del bulb raquidi embrionari.
La salivació i altres activitats involuntàries realitzades per la llengua són controlades pel nervi hipoglòs, però, la majoria de les funcions són de caràcter voluntari. El control voluntari requereix el pensament conscient i per les vies nervioses que es produeixen a la regió corticobulbar en la medul·la espinal. També intervé en l'articulació dels sons per part de la llengua.